# Paofi
Paofi lub paopi, łac. phaophi, kopt. Ⲡⲁⲱⲡⲉ – drugi miesiąc pory achet i drugi miesiąc roku w kalendarzu egipskim. Znany również jako baba, 2. miesiąc w kalendarzu koptyjskim.  Jak każdy miesiąc w starożytnym Egipcie trwał 30 dni od 18 sierpnia do 16 września. Po paopi następował atyr.
| Abd · Z1 · Z1 | M8 · x · t | ra |

| Abd · Z1 · Z1 | M8 · x · t | ra |